# Johannes Wotschke
Johannes Wotschke (* 20. Juni 1899 in Gogolin, Regierungsbezirk Bromberg; † 11. November 1988 in Hannover) war ein deutscher Ingenieur. In der Zeit des Nationalsozialismus war er Vorstandsmitglied des Vereins Deutscher Ingenieure (VDI) und Verbandsführer im Kyffhäuser-Verband der Vereine Deutscher Studenten.

## Leben
Johannes Wotschke war Sohn des Pfarrers und Kirchenhistorikers Theodor Wotschke (1871–1939). Er nahm 1918 am Ersten Weltkrieg teil und studierte anschließend Elektrotechnik an der TH Dresden. Dort trat er dem Verein Deutscher Studenten Dresden I bei. Zum SS 1922/23 wechselte er nach München. Er schloss sich vaterländischen Verbänden an und nahm am 9. November 1923 am Marsch auf die Münchener Feldherrnhalle teil. Im Sommer 1924 schloss er sein Studium mit dem Dipl.-Ing. ab. Anschließend trat er in die Mitteldeutsche  Stickstoffwerke AG in Piesteritz bei Wittenberg ein. Nach seiner Promotion stieg er dort als Spezialist für elektrische Schmelzöfen zum Oberingenieur auf.  Seine Intrigen gegen den Werkdirektor und Werksvorstand Siegfried Tauss, der jüdische Wurzeln hatte, führten nach der Machtergreifung der Nationalsozialisten 1933 zu dessen Entfernung aus dem Amt und seiner eigenen Beförderung zum „Betriebsführer“ und Gesamtleiter des Werkes. 1938 wechselte er als Hochtemperaturforscher zum Kaiser-Wilhelm-Institut nach Berlin. 1945 kam er kurzzeitig in französische Gefangenschaft. Anschließend arbeitete er vier Jahre lang auf seinem Forschungsgebiet in Grenoble und gründete dann eine Gesamtmetallurgische Forschungs- und Entwicklungsgemeinschaft in Hannover.
Im Kyffhäuser-Verband der Vereine Deutscher Studenten war er 1933 Stellvertretender Verbandsführer und als langjähriges NSDAP-Mitglied wurde er ab 7. Januar 1935 als Nachfolger von Wilhelm Kube Verbandsführer. Obwohl bekennender Nationalsozialist, kämpfte er bis zur Auflösung des Verbandes im August 1938 um dessen Eigenständigkeit. So hatte er in einem Schreiben vom 7. Oktober 1935 dem Reichsführer des NSDStB Albert Derichsweiler eine klare Absage erteilt, als dieser anbot, die aktiven Vereine Deutscher Studenten in Kameradschaften umzuwandeln, und verkündet: „Wir im Kyffhäuser-Verband [...] erklären, daß wir jedem Studenten und jedem deutschen Menschen Glaubens- und Gewissensfreiheit zuerkennen, daß wir aber in unserer Gemeinschaft bewußte Angriffe gegen das Christentum nicht dulden.“
Ende der 1930er-Jahre und während des Zweiten Weltkriegs war Wotschke Vorstandsmitglied des Vereins Deutscher Ingenieure (VDI). 1935 hatte er den Ehrenring des VDI erhalten.